# 国歌 (黑镜)
国歌是英国科幻独立单元剧《黑镜》的第一集。本集由该剧主创兼制作人查理·布鲁克担任编剧，奥托·巴瑟斯特执导，并于2011年12月4日在第四台首播。
在这一集中，英国首相迈克尔·凯罗（罗里·金尼尔饰）醒来后，内阁大臣艾利克斯·凯恩斯（琳赛·邓肯饰）告诉他，备受民众爱戴的皇室成员苏珊娜公主（莉迪亚·威尔逊饰）遭到绑架，并威胁首相在英國的国家电视台上現場直播与一头猪性交，否则她将被杀害。
该集获得了普遍积极的评价，随后被与2015年真实发生的丑闻“豬門事件”事件作比较。

## 剧情
英国首相迈克尔·凯罗夜里醒来得知备受爱戴的皇室成员苏珊娜公主（莉迪亚·威尔逊饰）已被绑架。若要安全返还公主，绑架者要求首相必须在国家电视台上直播与一头猪性交，并给出了一系列的技术参数使得其无法作假。凯罗坚决反对满足这一要求，然而由内政大臣艾利克斯·凯恩斯（琳赛·邓肯饰）领导的他的团队不情愿地告诉他，勒索影片被发布在了YouTube上，并已被数千人浏览和下载。尽管英国媒体最初同意遵守国安机密通知，不报道此事件，但影片的副本仍可在YouTube上浏览，公众讨论在Facebook和Twitter上进行。随后，UKN电视台打破了国安机密通知报道了绑架事件，尽管其已对绑架者的要求进行了审查；其他媒体同样开始报道该事件。民众最初对此表示同情，大多数人不希望凯罗接受这一要求。
卡雷特特工（亚历克斯·麦奎因饰）尝试安排一位演员为凯罗做替身，并通过数字处理将他的头替换成凯罗的。绑架者发现后，其将一节看起来似乎是苏珊娜公主被截断的手指送到了一家英国的电视台回应此事。该事件随后被揭开，民意急剧倾向于反对凯罗；虽然大多数人希望凯罗能满足绑架者的要求，但凯罗的妻子简（安娜·威尔逊-琼斯饰）祈求他不要做这件事。与此同时，UKN的记者马莱卡（切特娜·潘迪亚饰）一直向一名政府员工发送色情露骨照片，以换取有关政府行动的详细信息。当得知救援行动后，她前往了救援现场的建筑物并用手机拍摄，然而这座建筑物是一个诱饵，当试图逃离现场时，马莱卡被中枪。